# Lista de episódios de Once Upon a Time in Wonderland

## Episódios
Once Upon a Time in Wonderland é uma série de televisão do gênero fantasia e drama, criada por Edward Kitsis, Adam Horowitz, Zack Estin e Jane Espenson para a ABC Studios. A série é um spin-off da bem-sucedida Once Upon a Time (série), e sua estreia ocorreu às 20:00(ET) na ABC. E sua estreia ocorreu no Brasil dia 8 de janeiro de 2014, pelo canal Sony.
A série se baseia em torno do conto de fadas mundialmente conhecido do escritor Lewis Carroll, Alice no País das Maravilhas narrandoo as classicas aventuras de uma garota chamada Alice, em um mundo fantastico, denominado País das Maravilhas. Com o mesmo toque diferente das outras adaptações e no mesmo universo de Once Upon a Time. Na atual Maravilhas, com flashbacks da pré-maldição do lugar.
Espera-se seguir a mesma configuração da série principal, incluindo o uso da Disney e suas alusões perdidas relacionadas, além disso, a série terá episódios de crossover com a série original, criando um universo de transição entre as duas séries, e também um conexão com os personagens da série principal.
Em um mundo de Londres tipo vitoriano, a jovem e bela Alice conta um conto de uma terra nova e estranha que existe do outro lado de um buraco de coelho. Um gato invisível, uma lagarta que fuma, e cartas que falam são apenas algumas das coisas fantásticas que ela viu durante esta aventura impossível. Acreditando que Alice está insana, os médicos pretendem curá-la com um tratamento de, presumivelmente, uma lobotomia que vai fazê-la esquecer tudo. Alice parece pronta para colocar tudo isso para trás, especialmente a memória dolorosa do gênio Cyrus, com quem ela se apaixonou antes de perdê-lo para sempre.
Mas, no fundo, ela sabe que este mundo é real. Só em cima da hora, o Valete de Copas e o irreprimível Coelho Branco foram salvá-la de um destino condenado. Agora Alice está determinada a encontrar Cyrus enquanto dribla as parcelas de Jafar e a Rainha Vermelha.
| N. | #  | Título                                         | Diretor(es)     | Escritor(es)                                              | Exibição original      | Audiência (em milhões) |
| --- | -- | ---------------------------------------------- | --------------- | --------------------------------------------------------- | ---------------------- | ---------------------- |
| 1 | 1  | "Down the Rabbit Hole (Pelo buraco do coelho)" | Ralph Hemecker  | Edward Kitsis, Adam Horowitz, Zack Estrin & Jane Espenson | 10 de Outubro de 2013  | 5.82                   |
| Alice volta para casa e seu pai lhe conta que todos achavam que ela tinha morrido. Suas histórias mirabolantes sobre um coelho branco falante e um lugar místico chamado País das Maravilhas terminam fazendo com que ela seja internada. No manicômio, o Dr. Lydgate a convence a fazer uma operação que vai permitir que ela esqueça tudo isso. Logo antes do procedimento começar, ela é resgatada pelo Cavaleiro de Copas que a leva até o Coelho, que a informa de que seu verdadeiro amor, Cyrus, ainda está vivo. Quando o trio atravessa o portal para retornar ao País das Maravilhas, Alice começa uma jornada para encontrar Cyrus, mas os terríveis Jafar e a Rainha Vermelha têm outros planos para ela. |    |                                                |                 |                                                           |                        |                        |
| 2 | 2  | "Trust Me (Confie em mim)"                     | Romeo Tirone    | Rina Mimoun                                               | 17 de Outubro de 2013  | 4.53                   |
| No País das Maravilhas, Alice arquiteta um plano para encontra Cyrus e usa a garrafa do gênio como isca para descobrir contra quem está lutando e quem são seus verdadeiros amigos. Enquanto isso, a Rainha Vermelha e Jafar batem de frente. Já em um flashback, descobrimos como Alice e Cyrus se apaixonaram e como o gênio foi parar no Pais das Maravilhas. |    |                                                |                 |                                                           |                        |                        |
| 3 | 3  | "Forget Me Not (Esqueça-me não)"               | David Solomon   | Richard Hatem                                             | 24 de Outubro de 2013  | 4.38                   |
| Em um flashback, conhecemos Will Scarlet, que é ninguém menos do que o Valete de Copas. Will se juntou aos homens de Robin Hood e os convenceu a roubar o ouro de Malévola, além de levar consigo um objeto que trouxe consequências nefastas. Enquanto isso, no País das Maravilhas, Cyrus consegue convencer a Rainha Vermelha e Jafar a enviar um servo atrás de Alice, o que acaba expondo algo que o Coelho Branco estava escondendo. |    |                                                |                 |                                                           |                        |                        |
| 4 | 4  | "The Serpent (A Serpente)"                     | Ralph Hemecker  | Jan Nash                                                  | 07 de Novembro de 2013 | 3.55                   |
| A vida de Valete fica em perigo e Alice precisa tomar uma decisão: usar ou não um dos três preciosos desejos, ainda mais quando não sabe o que isso vai significar para ela e Cyrus. Ao mesmo tempo, sua nova amizade com o Lagarto revela uma das histórias do passado do Knave e os planos de fuga de Cyrus. Enquanto isso, o plano de Jafar de matar o Valete colocam a Rainha Vermelha em uma posição difícil, já que ela precisa pesar seus sentimentos por ele e seu desejo de conseguir o que quer. Para completar, um flashback explorará as origens de Jafar, revelando exatamente o que ele quer com Cyrus.                                                                                                 |    |                                                |                 |                                                           |                        |                        |
| 5 | 5  | "Heart of Stone (Coração de pedra)"            | Paul Edwards    | Katie Wech                                                | 14 de Novembro de 2013 | 3.73                   |
| Em um flashback, Will Scarlet e Anastasia pulam pelo espelho para entrar no País das Maravilhas contra o desejo da mãe dela. Logo, eles percebem que a vida ali não é exatamente como haviam imaginado. Após ser humilhada, Ana convence Will a roubar as joias da coroa para sair da pobreza mas, em um instante, Ana é pega pelo rei que faz uma proposta que ela não pode recusar — casar com ele e virar rainha para evitar ser executada. Já no presente, a Rainha Vermelha convence Alice a ajudá-la a conseguir pó mágico em troca de informações sobre Cyrus que, ao mesmo tempo, conseguiu escapar do castelo de Jafar levando com ele o Coelho Branco em uma situação comprometedora.                       |    |                                                |                 |                                                           |                        |                        |
| 6 | 6  | "Who's Alice? (Quem é Alice?)"                 | Ron Underwood   | Jerome Schwartz                                           | 21 de Novembro de 2013 | 3.53                   |
| Jafar faz uma visita ao sanatório e ao Dr. Lydgate para descobrir informações sobre sua inimiga, ao mesmo tempo em que Alice segue para a floresta negra para uma missão. Enquanto isso, o Valete é acordado pela magia de um aliado inesperado e sai em busca de Alice, encontrando-a em perigo. Para completar, ele precisa fazer o seu melhor para escapar da Rainha Vermelha. Já em um flashback, Alice volta para a Inglaterra vitoriana. |    |                                                |                 |                                                           |                        |                        |
| 7 | 7  | "Bad Blood (Sangue Ruim)"                      | Ciaran Donnelly | Jane Espenson                                             | 05 de Dezembro de 2013 | 3.24                   |
| Quando Alice descobre que seu pai está no Pais das Maravilhas, eles começam a curar a relação quebrada entre pai e filha, o que leva a garota a ter que tomar uma difícil decisão. Enquanto isso, em um flashback, Jafar fica perturbado emocionalmente após a morte de sua mãe, mostrando o motivo do personagem ter se tornado um vilão que não perdoa nos dias atuais. |    |                                                |                 |                                                           |                        |                        |
| 8 | 8  | "Home (Casa)"                                  | Romeo Tirone    | Edward Kitsis, Adam Horowitz & Zack Estrin                | 12 de Dezembro de 2013 | 3.30                   |
| Em um flashback, descobrimos a história de origem de Cyrus, ao mesmo tempo em que Alice procura o coelho branco para obter respostas envolvendo suas ações no Pais das Maravilhas. Enquanto isso, a tensão entre a Rainha Vermelha e Jafar chega ao seu limite, seguido por uma série de eventos caóticos. As gigantescas consequências trazidas pela briga dos vilões colocará todos em risco e levará a uma drástica mudança. |    |                                                |                 |                                                           |                        |                        |
| 9 | 9  | "Nothing to Fear (Nada a temer)"               | Michael Slovis  | Richard Hatam and Jen Kao                                 | 06 de Março de 2014    | 3.27                   |
| Cyrus e Alice relutantemente trabalham ao lado da Rainha Vermelha para encontrar Will, ao mesmo tempo que precisam estar preparados para se defenderem dos ataques de Jafar. Enquanto isso, Will também enfrenta problemas quando a Lagarta encontra a garrafa. |    |                                                |                 |                                                           |                        |                        |
| 10 | 10 | "Dirty Little Secrets (Segredinhos sujos)"     | Alex Zakrzewski | Adam Nussdorf and Rina Mimoun                             | 13 de Março de 2014    | 3.22                   |
| Em um flashback, as ações de Cyrus levam a um dia fatídico em que sua mãe se encontra à beira da morte. Uma decisão é tomada, mas Cyrus e seus irmãos terão um preço a pagar por isso. Enquanto isso, depois de se unirem, Alice, Cyrus, o Valete e a Rainha Vermelha se dividem em dois grupos, o que deixa o Valete e a Rainha Vermelha cara a cara com o temível Jabberwocky. Além disso, o sentimento de culpa de Cyrus sobre o seu passado coloca seu relacionamento com Alice em teste. |    |                                                |                 |                                                           |                        |                        |
| 11 | 11 | "Heart of the Matter (O coração da questão)"   | David Boyd      | Jenny Kao & Katie Wech                                    | 20 de Março de 2014    | 3.51                   |
| Alice e Cyrus descobrem informações alarmantes envolvendo prisioneiros que Jafar tem sob seu controle e mudam suas prioridades. Enquanto isso, a Rainha Vermelha está em grande perigo e ninguém pode ajudá-la, exceto o Valete, que pode entregar informações a Jafar que ele está desesperadamente procurando. Em flashback, Anastasia está prestes a se casar com o Rei e inicia uma amizade com Cora que impacta diretamente Will. Cora também confronta Will, o que leva ele a fazer um pedido chocante em resposta. |    |                                                |                 |                                                           |                        |                        |
| 12 | 12 | "To Catch a Thief (Pegar um Ladrão)"           | Billy Gierhart  | A. Nussdorf and J. Schwartz                               | 27 de Março de 2014    | 3.35                   |
| Em flashback, o Valete caça a Alice por instrução de Cora e ele se encontra fechando um acordo para obter o seu coração de volta. No presente, a amizade de Alice e o Valete é testada quando ele obedece a ordem de Jafar e rouba de Alice. Enquanto isso, o Jabberwocky tenta se libertar do controle de Jafar, e esse é confrontado por seu ex-parceiro. |    |                                                |                 |                                                           |                        |                        |
| 13 | 13 | "And They Lived... (E Viveram...)"             | Kari Skogland   | Edward Kitsis, Adam Horowitz & Zack Estrin                | 03 de Abril de 2014    | 3.38                   |
| O todo-poderoso Jafar consegue fazer seu pai amá-lo e fazer Anastasia pensar que ela o ama. Depois da fuga de Alice, Cyrus e Amara, Jafar aprisiona o Jabberwocky e convida um exército de soldados mortos para fazer o seu lance. Enquanto isso, Alice e o Coelho Branco elevam o seu próprio exército para lutar contra Jafar e salvar o reino. O confronto final entre Alice e Jafar ocorre no Poço das Maravilhas no final da temporada de Once Upon a Time in Wonderland. |    |                                                |                 |                                                           |                        |                        |